# Manicorédrillmyrfågel
Manicorédrillmyrfågel (Hypocnemis rondoni) är en fågel i familjen myrfåglar inom ordningen tättingar.

## Utbredning och systematik
Fågeln förekommer i sydcentrala Brasilien, mellan floderna Madeira/Ji och Paraná samt Aripuanãfloden. Den behandlas som monotypisk, det vill säga att den inte delas in i några underarter.

## Status
IUCN kategoriserar den som livskraftig.